# Eumenes dorycus
Eumenes dorycus är en stekelart som beskrevs av Maurice Maindron 1882. Eumenes dorycus ingår i släktet krukmakargetingar, och familjen Eumenidae. Inga underarter finns listade i Catalogue of Life.